# Algierczycy
Artykuł ten został zgłoszony do umieszczenia na stronie głównej w rubryce „Czy wiesz”.
Pomóż nam go sprawdzić: oceń zgłoszoną nominację.
Algierczycy – ludność zamieszkująca teren Algierii, w innym znaczeniu – obywatele Algierii.
Mieszkańcy Algierii posługują się głównie językami: arabskim i tamazight, a także francuskim.

## Struktura etniczna
Na strukturę etniczną Algierii składają się przede wszystkim Arabowie oraz Berberowie, ci drudzy dzielą się na kilka grup, m.in. na Kabylów, Szaujów i Tuaregów. Zamieszkują oni odpowiednio Kabylię, obręb masywu Dżabal al-Auras oraz tereny pustynne.
Europejczycy stanowią mniej niż 1% algierskiego społeczeństwa. Są to głównie Francuzi, poza nimi Algierię zamieszkują przedstawiciele mniejszości między innymi białoruskiej, brytyjskiej, hiszpańskiej oraz rosyjskiej. W 2004 roku łączna populacja osób pochodzenia europejskiego w Algierii wynosiła nieco ponad 15 tys., podczas gdy kraj był wówczas zamieszkiwany przez ponad 32,3 mln osób.

## Religia
Główną religią Algierczyków jest islam, wyznawany przez ok. 99% ludności. Wyznawcy chrześcijaństwa i judaizmu stanowią łącznie ok. 1% algierskiego społeczeństwa.
Nieoficjalna liczba chrześcijan w Algierii w 2018 roku wynosiła pomiędzy 20 tys. a 200 tys. osób. Są to głównie katolicy i protestanci (część wyznawców protestantyzmu należy do Kościoła Protestanckiego Algierii), wśród algierskich chrześcijan znajdują się także wyznawcy Koptyjskiego Kościoła Ortodoksyjnego. Na początku XXI wieku nasiliło się zjawisko konwersji z islamu na chrześcijaństwo, w tym na protestantyzm. Chociaż algierscy chrześcijanie nie są represjonowani przez władze, to osoby decydujące się na porzucenie islamu doświadczają dyskryminacji ze strony swoich rodzin, których członkowie są muzułmanami. Dyskryminacja ta przejawia się m.in. aresztem domowym oraz przymuszaniem do uczestniczenia w Ramadanie, a nawet do podjęcia leczenia psychiatrycznego.